# Tiroteo en el centro lésbico-gay de Tel Aviv
El tiroteo en el centro lésbico-gay de Tel Aviv ocurrió en la noche del 1 de agosto de 2009 en el centro comunitario de la Asociación LGBT Israelí en Tel Aviv, Israel durante un encuentro semanal del Bar-Noar (en hebreo: בר-נוער, "Bar de la juventud"), un grupo de apoyo para jóvenes gays y lesbianas. El atentado dejó a dos muertos y por lo menos diez heridos. Aunque la investigación criminal continúa y el asalto sigue impune, el suceso tuvo un efecto significante en impulsar esfuerzos contra la homofobia.

## El Bar-Noar
El Bar-Noar es una actividad para jóvenes cuyo fin es proporcionar refugio y protección contra el rechazo y la homofobia que los jóvenes gays suelen afrontar. Pese al nombre, el Bar-Noar no es un local donde se sirven bebidas alcohólicas. Es un grupo de apoyo que realiza un encuentro social cada sábado donde los participantes, entre 14 y 21 años de edad, se reúnen para jugar juegos, escuchar música, y hablar sobre su orientación sexual. La mayoría de los jóvenes que asisten están en el clóset y sus familiares y amigos del colegio no saben que son gays.
El encuentro se realiza en el sótano del centro comunitario de la Asociación LGBT Israelí, cuya sede está ubicada en el mismo edificio.

## Atentado
A las 10:40 p. m. el sábado, 1 de agosto de 2009, el asaltante irrumpió en el sótano del centro comunitario y disparó su arma automática indiscriminadamente en todas direcciones durante unos diez minutos. De las aproximadamente 40 personas presentes, dos murieron y al menos diez más resultaron heridas. El asesino, enmascarado y vestido de negro, se dio a la fuga.

## Víctimas
Nir Katz, de 26 años, y Liz Trubeshi, de 16, perdieron sus vidas en el atentado. 
Liz Trubeshi era una joven callada e introvertida a la que le gustaba escribir poemas. Estaba a punto de cumplir los 17 años y vivía con su familia en Jolón.  No era lesbiana, pero asistía al Bar-Noar regularmente para mostrar su apoyo y solidaridad.
Nir Katz había trabajado como consejero voluntario en el Bar-Noar durante los tres años precedentes a su muerte. “Muchas veces los muchachos se escapan a la calle y acuden a un consejero. Nir salvó la vida de muchos niños,” dijo su amiga Noa, quien también era consejera del grupo. Katz vivía en Guivatayim con su novio de varios años. Había estudiado informática y tenía aspiraciones de abrir su propia empresa.
Además de los dos muertos, por lo menos diez personas más resultaron heridas. Cinco de los heridos fueron transportados al Hospital Ichilov en Tel Aviv mientras los otros cinco recibieron tratamiento en el Wolfson Medical Center en Jolón. De las víctimas que revistieron lesiones menores, algunas optaron por no recibir tratamiento por miedo a que el hospital reportaría el incidente a sus padres, dejando al descubierto su orientación sexual. Por lo tanto, es imposible saber el número exacto de personas afectadas. Los medios de comunicación reportaron cifras entre 10 y 15 personas heridas. 
Chen Langer, otro consejero voluntario del Bar-Noar de 22 años, recibió un balazo que atravesó ambas piernas y estuvo en una silla de ruedas durante varios meses.
Yonatan Buks, de 15 años, revistió lesiones en sus extremidades inferiores y tuvo dificultades para hablar como consecuencia del atentado. Su familia interpuso una demanda contra el centro comunitario por la suma de US$4 millones, alegando que debió percibir el peligro para los jóvenes gais y que el edificio no tenía medidas adecuadas de seguridad.
Or Gil, de 16 años, sufrió lesiones de la rodilla y del pecho.
En el caso de muchas de las víctimas, el asalto fue lo que sacó de repente a la luz su orientación sexual. A algunos padres no les sentó bien la noticia y no visitaron a sus hijos lesionados en el hospital.
La mayoría de las víctimas son menores de edad  y sus nombres no fueron publicados. Dos de las víctimas pasarán el resto de sus vidas en sillas de ruedas.

## Reacción del gobierno
El atentado fue condenado por los políticos más importantes de Israel. El Presidente Shimon Peres declaró el día siguiente que "este asesinato espeluznante que se llevó a cabo en Tel Aviv ayer contra menores y jóvenes es un asesinato que una nación civilizada y culta no puede aceptar." El presidente añadió que "el asesinato y el odio son los dos crímenes más graves en la sociedad." El primer ministro Benjamín Netanyahu pidió que todo el peso de la ley se aplique al asesino y declaró que Israel es "un país democrático, un país de tolerancia, un estado regido por leyes, y respetaremos a todas las personas sin importar sus creencias." El alcalde de Tel Aviv, Ron Huldai, pidió que las mismas "balas que atravesaron a Liz y Nir sean las balas que rompan las paredes de odio e ignorancia en nuestra sociedad." El ministro de Educación Gideon Sa'ar expresó apreciación por las contribuciones sobresalientes de la comunidad LGBT y prometió que el sistema educativo tendrá más entrenamiento y herramientas para ayudar a las personas que "sufren no por alguna transgresión que hayan cometido sino por quienes son."

### Investigación policial
Inmediatamente después del tiroteo, se ordenó el cierre temporal de los lugares habituados por la comunidad gay para evitar que fueran blancos de posibles ataques posteriores. La policía inició una búsqueda exhaustiva del responsable. 
El inspector jefe de policía David Cohen dijo que la investigación, que fue asignada a la prestigiosa Unidad Central de la policía de Tel Aviv, era de suma importancia para la policía nacional y que se proporcionarían todos los recursos necesarios para resolver el caso. La Unidad Central se encarga de investigar los casos más graves y de perfil alto.
El 4 de agosto de 2009, la policía llevó a un adolescente que sobrevivió el incidente a la escena para realizar una reconstrucción del ataque.
En junio de 2010, la policía interrogó a mil personas sobre el asalto tras descubrir en los resultados del laboratorio "un elemento compartido por miles de israelíes." La policía seleccionó a mil personas portadoras del elemento para interrogar.
No se revelaron detalles de la investigación ya que está bajo secreto de sumario.
Hasta la fecha, no se sabe quién fue el perpetrador del atentado. 

#### Confesión falsa
El 7 de octubre de 2009, fue arrestado el terrorista judío ortodoxo Yaakov Teitel por múltiples cargos de terrorismo. Después de repetidas interrogaciones en las que negó participación alguna, confesó de haber cometido el atentado en el centro lésbico-gay. Se sometió a un detector de mentiras y éste indicó que su confesión no fue verdadera. Además, no pudo dar detalles técnicos sobre el atentado aparte de los ya conocidos por el público. Teitel después dijo que creía que su confesión falsa daría fin a las interrogaciones. La policía piensa que Teitel podría estar encubriendo al responsable verdadero.

## Reacción pública
Desde el principio, el público presumió que el atentado fue cometido por alguien de ideología antihomosexual. Aunque no hay, ni puede haber hasta que se conozca la identidad del responsable, evidencia concreta que indique el motivo del ataque, las circunstancias parecen señalar que se trata de homofobia. En primer lugar, el edificio donde ocurrió el atentado no es llamativo y no se podría saber que se realizaba una reunión en su interior sin tener conocimiento previo del Bar-Noar. Varios miembros del público expresaron sorpresa de que el asalto se haya llevado a cabo en Tel Aviv, que es la ciudad más liberal y pluralista de la región y que se suele considerar como el centro de actividad de la comunidad gay.

### Manifestaciones
La misma noche del atentado, se manifestaron aproximadamente mil personas en las calles de Tel Aviv para mostrar su solidaridad y repulsa de lo ocurrido. Esa manifestación terminó sobre las 3 de la mañana.
El día siguiente, domingo por la tarde, hubo otra manifestación en Tel Aviv, a la que asistieron "centenares" y otras dos en Jerusalén y  Beerseba (con aproximadamente 300 y 200 manifestantes, respectivamente).

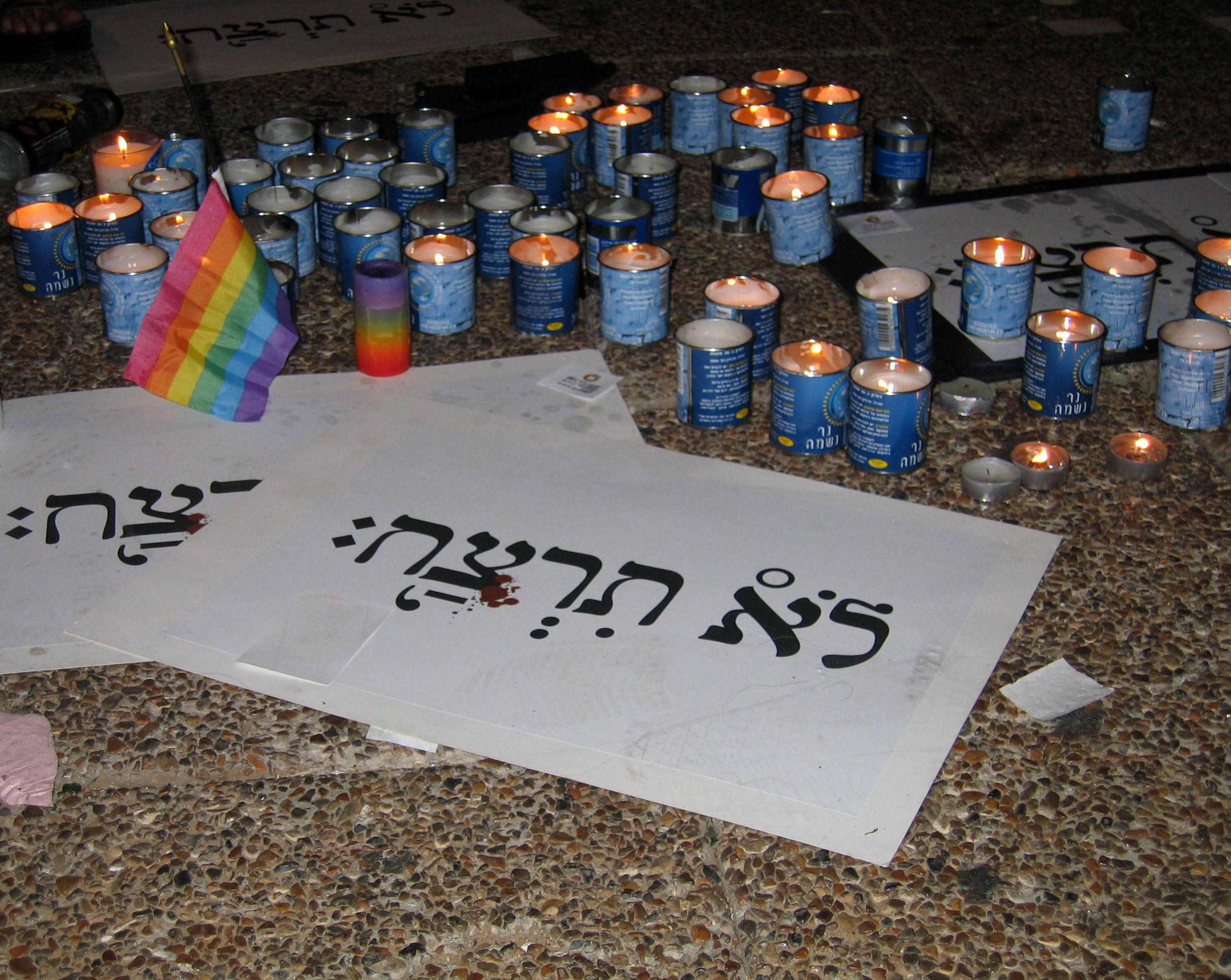
Velas y carteles que dicen "No matarás" de la manifestación de solidaridad que se realizó el 8 de agosto de 2009.

En los días siguientes hubo manifestaciones en Haifa (Israel) y en las comunidades judías de Washington y San Francisco, en Estados Unidos.
El 8 de agosto, se realizó otra manifestación en Tel Aviv a la que asistieron aproximadamente 25.000 personas. Entre los presentes estaban algunas de las víctimas, el alcalde de Tel Aviv, Ron Huldai, el presidente israelí Shimon Peres, la ministra de Cultura y Deportes, Limor Livnat, y el ministro de Educación Gideon Sa'ar, al igual que los artistas musicales de Dana International, Rita Kleinstein, Ninet Tayeb, y Amir Fay Guttman.
El atentado fue recordado con otra manifestación en Tel Aviv un año después. Asistieron unos 3.000 manifestantes.

### División religiosa y política
Parte del público israelí culpó a la comunidad judía ortodoxa y los políticos conservadores por contribuir al odio contra la comunidad LGBT. 
El periodista ortodoxo Moshe Glasner interpuso una demanda pidiendo que se levantara el secreto de sumario para dejar claro que la población jaredí no tuvo nada que ver con el ataque.
Había también quienes culparon a los políticos conservadores de incitar a la violencia contra personas LGBT. El partido ultraortodoxo Shas y en especial el miembro de la Knéset y además rabino Nissim Zeev recibieron atención particular tras el incidente. Zeev dijo que las acusaciones constituían libelo. Zeev tiene una historia legislativa antihomosexual. En 2007, por ejemplo, propuso 'centros de rehabilitación' gestionados por el gobierno para "suprimir las tendencias de homosexuales" y leyes para ilegalizar el sexo homosexual. Los que violaran las leyes estarían obligados a someterse a la 'rehabilitación' por un periodo de dos años.
El Shas, mientras tanto, publicó un comunicado diciendo que condenaba el ataque sin reservas.

## Cambios a largo plazo
En una declaración del 8 de agosto de 2009, el ministro de Educación prometió cambios en el sistema educativo para ayudar a la comunidad LGBT. Nitzan Horowitz,  el único miembro abiertamente gay de la Knéset (parlamento israelí), anunció que propondría cambios legislativos para incluir la protección de personas LGBT en las leyes, que actualmente sólo prohíben la incitación al racismo. Las leyes israelíes contra crímenes de odio ya incluyen crímenes cometidos en función de la orientación sexual de la víctima.
En noviembre de 2009, una delegación compuesta por tres activistas de la juventud gay israelí visitó Estados Unidos para estudiar las Gay-straight alliances (GSA; "alianzas gay-heterosexuales") y considerar la posibilidad de implementarlas en las escuelas de Israel.
Un año después del tiroteo, oficiales municipales de Tel Aviv y de la policía nacional fueron a Berlín en un viaje gestionado por el proyecto anti-violencia Maneo, donde se encontraron con oficiales de la policía de esa ciudad y hablaron sobre el sistema alemán de combatir la violencia homofóbica.
Dos años después de los ataques, el Bar Noar ha sido vandalizado en diversas ocasiones, a pesar de haber tenido que contratar a un guarda de seguridad. Además, al no recibir ayudas económicas de ningún estamento oficial, no son capaces de reunir los 1200 shéquels mensuales (unos 240 € o 340 $) necesarios para su mantenimiento, por lo que la supervivencia está en peligro.